# Rockall

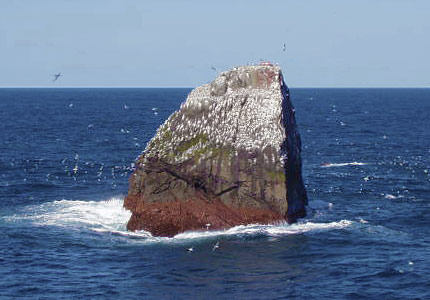
Insula Rockall, fața sudică

Rockall este o insulă nelocuită din Oceanul Atlantic, situată la 290 de mile Vest de coastele Marii Britanii și 440 de mile la Sud de Islanda.